# فرقة الشمال (المكسيك)
كانت الفرقة الشمالية هي التشكيل العسكري الذي قاده الجنرال فرانسيسكو فيلا ، والذي حقق انتصاراتٍ كبيرة في الثورة المكسيكية . تألفت الفرقة الشمالية بشكل رئيسي من سكان المدن، ومربي الماشية، ورعاة البقر (الفاكيرو)، ورؤساء العمال، وغيرهم من سكان الريف في شمال المكسيك. كما ضمت أفرادًا من الجيش الفيدرالي الذين حزنوا على اغتيال فرانسيسكو الأول ماديرو على يد قوات فيكتوريانو هويرتا .
تلقي بانشو فيلا دعما من رجل عسكري مدرب تدريبا عسكريا، الجنرال فيليبي أنخيليس، الذي عمل مستشارا استراتيجيا وعسكريا له خلال حملة 1913-1914 ضد مدينة مكسيكو. هيمنت الفرقة الشمالية عسكريا على شمال البلاد، مما سمح لبانتشو فيلا بتنفيذ سلسلة من الإصلاحات الاجتماعية و السياسية في تلك المنطقة . استولي الفرقة الشمالية، بقيادة بانشو فيلا، على الأراضي الفيدرالية في سيوداد خواريز، تشيهواهوا، وتوريون، والتي،  وزاكاتيكاس،وغيرها. بعد الانتصار الثوري على هويرتا في يوليو 1914 انفصل فيلا عن فينوستيانو كارانزا .
فر فينوستيانو كارانزا إلى فيراكروز ومن هناك شن هجوما مضادات على فيلا بالقوة العسكرية للجنرال ألفارو أوبريغون.
تمكن ألفارو أوبريغون من هزيمة فرقة الشمال هزيمة نكراء عام 1915، في معارك باجيو الشهيرة، مثل: معركة سيلايا، ومعركة ترينيداد، ومعركة ليون، حيث فقد أوبريغون ذراعه. منذ ذلك الحين،  تراجع فيلا إلى تشيهواهوا
وبدأت فرقة الشمال بالتشتت، حتى تقلصت إلى حفنة من الرجال الذين ظلوا دائما موالين لقائدهم بانشو فيلا. وصفته مقاتلا شماليا مشهورا، وصل في عام 1916 لمراجعة مدينة مدينة كولومبوس، نيو مكسيكو. في وقت لاحق، كانت هناك المزيد من الاشتباكات بين قوات فيليستا و الجيش الأمريكي خلال الحملة العقابية، حيث عانت القوات الغازية من عدة هزائم.

## منظمة
كان الفرقة الشمالية تتكون من 20 فيلق عسكري وهي:
- لواء فيلا.- القائد: الجنرال خوسيه رودريغيز .
- لواء غونزاليس أورتيجا.- الرئيس: الجنرال توريبيو أورتيجا راميريز
- لواء كواوتيموك. - الرئيس: الجنرال ترينيداد رودريغيز كوينتانا .
- لواء موريلوس - الرئيس: الجنرال توماس أوربينا رييس .
- لواء بينيتو خواريز. - الرئيس: الجنرال ماكلوفيو هيريرا كانو .
- لواء ماديرو. - القائد: الجنرال خوان إي كونتريراس .
- لواء سرقسطة - الرئيس: الجنرال أوجينيو أجويري بينافيديس .
- لواء خواريز دورانجو.
- اللواء الأول من دورانجو.
- لواء روبلز. الرئيس: الجنرال خوسيه إيزابيل روبلز .
- لواء تشاو - الرئيس: الجنرال مانويل تشاو .
- لواء لياليس دي كامارجو. - الرئيس: الجنرال روزاليو هيرنانديز .
- لواء سينيسروس. - القائد: الجنرال سيفيرينو سينيسروس .
- لواء غوادالوبي فيكتوريا. - الرئيس: العقيد ميغيل غونزاليس .
- لواء كارانزا.
- جزء يوريار .
- المشاة الثالث.
- المدفعية القسمية.
- لواء الصحة.
- المرافقة الشخصية للقائد العام، دورادوس.
- طاقم عمل.